# Kajmany na Letnich Igrzyskach Olimpijskich 1984
Kajmany na Letnich Igrzyskach Olimpijskich 1984 reprezentowało ośmiu zawodników. Był to drugi start reprezentacji Kajmanów na letnich igrzyskach olimpijskich.

## Skład kadry

### Kolarstwo
Mężczyźni
- Craig Merren - wyścig ze startu wspólnego - nie ukończył wyścigu
- David Dibben - wyścig ze startu wspólnego - nie ukończył wyścigu
- Alfred Ebanks - wyścig ze startu wspólnego - nie ukończył wyścigu
- Aldyn Wint - wyścig ze startu wspólnego - nie ukończył wyścigu
- Alfred Ebanks, David Dibben, Craig Merren, Aldyn Wint - wyścig drużynowy, 100 km - 22. miejsce
- Ernest Moodie

Sprint - odpadł w 3 rundzie
Wyścig na czas 1000 metrów - 24. miejsce
Wyścig na punkty - odpadł w eliminacjach
Kobiety
- Merilyn Phillips - wyścig ze startu wspólnego - nie ukończyła wyścigu

### Żeglarstwo
- Carson Ebanks, John Bodden - Klasa Star - 28. miejsce